# برتا مدل ۳۸
برتا مدل ۳۸ (به ایتالیایی: Beretta Modello 38) نام یک سری مسلسل دستی است که از ۱۹۳۸ میلادی ساخته‌شده و در طی جنگ جهانی دوم در ارتش همایونی ایتالیا به خدمت گرفته‌شد. به جز ایتالیا کشورهای آلمان، آرژانتین و رومانی نیز از آن بهره برده‌اند.
طراح این جنگ‌افزار، تولیو مارنگونی بود که در ۱۹۳۵ طرح نخستین آن را ریخت. الهام اصلی ساخت این اسلحه از تیربار سبک مسلسل هوایی ویلار پروزا مربوط به جنگ جهانی اول گرفته شده‌بود.

## به‌کاربرندگان
- کاستاریکا[۱]
- جمهوری دومینیکن[۱]
- امپراتوری ژاپن: ژاپن ۳۵۰ قبضه از این سلاح را سفارش داده‌بود، ولی در ۱۹۴۳ تنها موفق به دریافت ۵۰ قبضه از این سفارش شد.[۲]
- اتیوپی[۱]
- ایتالیا[۳]
  -  جمهوری اجتماعی ایتالیا[۴]
  -  مقاومت ایتالیا
- مراکش[۱]
- آلمان نازی[۵]
- رومانی: پنج هزار قبضه از این سلاح را در ۱۹۴۱ سفارش داد که سال بعد این سفارش دریافت شد.[۵][۶]
- یمن[۱]
- جمهوری فدرال سوسیالیستی یوگسلاوی: مقدار زیادی از این جنگ‌افزار را به غنیمت گرفت.[۷]